# Sadnalegs
Mutik Tsenpo, el 39º rey del Tíbet, tuvo varios nombres: formalmente Tridé Tsenpo (tibetano: ཁྲི་ལྡེ་སྲོང་བ, Wylie: Khri lde btsan po), y su apodo Sadnalegs (Tibetano: སད་ན་ལེགས, Wylie: sad na legs). Era el tercer y más joven hijo del rey Trisong Detsen. Gobernó entre el disputado rey del Tíbet, Mune Tsenpo, y el 40º rey, Ralpachen, por lo que las fechas de su reinado son del 800 al 815 d.C.
Después de que Trisong Detsen se retirara a vivir en Zungkar, pasó el trono a su segundo hijo, Muné Tsenpo, quien reinó desde 797 hasta 799. Se dice que Muné Tsenpo fue envenenado por su madre.
Buton Rinchen Drub afirma que el trono de Muné Tsenpo pasó a su hermano Mutik Tsenpo, quien luego fue "conocido por el apellido de Sen-na-le (nota 1351, Sadnalegs)".
Tanto la Crónica de Ba, otras fuentes tibetanas, como el Libro Antiguo de Tang coinciden en que, dado que Muné Tsenpo no tenía herederos, el trono pasó a su hermano menor, Mutik Tsenpo (Sadnalegs) en el 800, y fue coronado para el 804 d.C.
Aunque Mutik Tsenpo solo tenía cuatro años de edad, después del envenenamiento de Muné Tsenpo, el monje budista Nyang Tingngezin propuso entronizar a Mutik Tsenpo como rey. Era tan joven que la mayoría de los ministros dudaban de su capacidad para ser rey. Para probar la majestad del joven príncipe, los ministros lo hicieron sentarse en un asiento y le colocaron muchos adornos preciosos en la cabeza. Su cuerpo no podía soportar tanto peso, por lo que inclinó el cuello y se balanceó, lo que se consideró muy digno.[citation needed] Finalmente heredó el trono. Sadnalegs fue asistido por cuatro ministros experimentados, dos de los cuales también eran monjes budistas. Siguieron las políticas de los reyes anteriores. Sadnalegs tuvo cuatro esposas de diferentes clanes tibetanos y cinco hijos, mientras que el número de sus hijas se desconoce.